# Districte de Gujrat
El districte de Gujrat ([urdú گجرات) és una divisió administrativa de Pakistan entre els rius Jhelum i Chenab i nombrosos torrents que venen de les muntanyes Pabbi entre els quals el Bhimbar, Bhandar, Dalli, Dabuli, Doira i Bakal. La capital és Gujrat. Té una superfície de 3.192 km² i una població de 2.048.008 habitants (cens 1998), 2.756.110 (cens 2017). Administrativament està dividit en tres tehsils: Gujrat, Kharian i Sarai Alamgir. Les principals localitzacions històriques són Chakdina, Kunjah i Dinga. Les principals ètnies són els jats, gujars, syeds, rajputs, caixmiris, aris, i awans. Els jats estan dividits en clans sent els principals: Bagril, Bangial, Bandesha, Badhan, Chatthay, Bains, Chadhar, Cheema, Dhillon, Dhotar, Gujjral, Ghumman, Gondal Jat, Heer o Hayer, Hanjra, Kang, Langrial, Mangat, Sahi, Sarai, Sipra, Tarar, Sandhu, Sial, Tatla, Thathaal, Virk i Waraich.

## Història
Al districte hi ha antigues restes i s'han trobat nombroses monedes. El general Cunningham ha identificat un dels llocs amb restes a la vila de Moga o Mong, amb el lloc de l'antiga Nikaea, ciutat construïda per Alexandre el Gran on va derrotar el rei Poros d'Hidaspes a la batalla del riu Hidaspes possiblement a la plana de Karri (326 aC); aquest lloc està a uns 10 km a l'oest de les muntanyes Pabbi; la zona va passar a Chandrapupta Maurya vers el 322 aC i va restar en poder de la dinastia fins després de la mort d'Asoka vers el 231 aC. Uns 40 anys després estava en mans de Demetri I de Bactriana (vers 200-170 aC, fill d'Eutidem, que es va establir a l'Índia i va fundar el Regne Indogrec deixant el govern del Regne grec de Bactriana al seu fill). S'hi han trobat moltes monedes dels reis indoescites; a Mong s'han monedes dels rei indopart o indoescita Maues (dates entre 120 i 75 aC) conegut localment com a Raja Moga. Al final del segle I aC els yuezhi van establir l'imperi kushana. Les notícies desapareixen i només se sap que entre 455 i 540 el territori va estar sotmès a les incursions dels heftalites. La mateixa Gujrat se suposa que ocupa el lloc d'una antiga ciutat però la ciutat pròpiament existeix només des del temps d'Akbar el Gran. Els gujars al segle V o VI i més tard els jats són els que van poblar majoritàriament la zona.
Aurel Stein suposa que el districte formà part dels dominis del regne del Gurjara, que entre 883 i 902 fou envaït per Sankara Varman de Caixmir que va derrotar el seu rei Alakhana que segons molts historiadors podria ser l'Ali Khan al que tradició adscriu la fundació de Gujrat.
Els musulmans s'hi van establir sota Bahlul Shah Lodi (1452-1489) que va fundar Bahlolpur a la riba del Chenab, a 37 km al nord-est de Gujrat; la nova ciutat va esdevenir capital de la comarca fins que en temps d'Akbar aquest la va retornar a Gujrat, data de la qual la ciutat comença a tenir importància. Khwas Khan, governador de Rohtas sota Sher Shah Suri, va fundar Khwaspur prop de Gujrat; aquest establiment fou completat per Akbar, que va construir un fort i va obligar els gujars a deixar la vida de saquejadors i establir-se a la ciutat. Segons els registres dels kanungos (administradors hereditaris) fou llavors centre d'una entitat administrativa formada per 2592 pobles. El 1605 Sayyid Abdul Kasim va rebre Gujrat en feu d'Akbar.
Amb la decadència de l'Imperi Mogol la regió fou assolada per Nadir Shah que va destruir Gajar; després van venir els ghakkars de Rāwalpindi, que probablement s'hi van establir el 1741. També va patir les incursions d'Ahmad Shah Durrani després del 1747, l'exèrcit del qual va creuar diverses vegades el territori. Però mentre el poder sikh es va consolidar al Panjab oriental i el 1765, Sardar Gujar Singh, cap de la confederació Bhangi dels sikhs va creuar el Chenab, va derrotar el cap local ghakkar, Mukarrab Khan, i va imposar el seu domini a les dues ribes del Jehlam o Jhelum.
A la seva mort el 1788 el seu fill Sahib Singh el va succeir però aviat es va enfrontar a Mahan Singh, príncep de Gujranwala, pare de Ranjit Singh i després de mesos de guerra, el 1788, Sahib Singh va acceptar la sobirania de Mahan. Finalment el 1810 Ranjit Singh va decidir deposar el seu vassall de Gujrat. Sahib va fugir a les muntanyes però finalment va acceptar una concessió de terres a Bajwat, al que fou el districte de Sialkot, com a jagir.
El 1846 Gujrat va quedar sota supervisió d'oficials britànics encarregats pel govern de la regència a Lahore de fixar les taxes. El 1848 s'hi van lliurar algunes batalles que van decidir la segona guerra sikh. Mentre durava el setge de Multan, Sher Singh es va establir a Ramnagar, a la riba del Chenab per la part de Gujranwala, a uns 35 km més avall de Gujrat, deixant el principal cos del seu exèrcit a la riba nord; va esperar l'atac de Lord Gough que va intentar expulsar-lo de la línia del riu en un atac el 22 de novembre de 1848, i fou rebutjat amb fortes pèrdues. Però un destacament dirigit per Sir Joseph Thackwell enviat contra el ferri de Wazfrabad, va sorprendre els sikhs pel flanc i va guanyar la batalla de Sadullapur. Sher Singh es va retirar al nord i va agafar posicions entre el Jhelum i les muntanyes Pabbi; la sagnant batalla de Chilianwala (13 de gener de 1849) no fou decisiva; el 6 de febrer de 1849 Sher va eludir a Lord Gough i es va dirigir al sud per acostar-se a Lahore, però l'exèrcit britànic l'amenaçava a rereguarda i el 22 de febrer va tirar enrere i va presentar batalla a Gujrat; la batalla decisiva es va lliurar prop de la ciutat i va suposar la fi del poder sikh. El Panjab va ser cedit als vencedors i fou annexionat.
Inicialment el territori entre el Chenab i el Jhelum va formar un sol districte però el 1852 el sud-oest fou erigit en districte separat (districte de Shahpur); en aquestos anys es van produir diversos intercanvis de territoris entre els districtes de la regió; el 1857 la part nord-est del districte original format per les terres entre el Tavi i el Chenab, fou transferit al districte de Sialkot i llavors el districte de Gujrat va quedar conformat sense grans variacions posteriors.
Al motí de 1857 la infanteria nativa de Gujrat va ser cridada a Sialkot; els rebels del Jhelum, que volien travessar el riu per interceptar aquests tropes, foren derrotats i dispersats pel subcomissionat amb forces de policia i reclutes locals. Després es van produir lluites amb la tribu dels chibs, que vivien del saquejos i venien de Jammu fins que la seva fortalesa, Deva, fiu destruïda vers 1859 pel maharajà de Jammu.
Al districte hi va haver fams el 1783 (anomenada la gran challsa), 1815, 1831 i 1863; i escassetats greus el 1869, 1878 i 1896-1897.

## Geografia
El districte tenia una superfície el 1881 de 5.110 km² (5.312 km² el 1901) i la població era:
- 1855: 500.167
- 1868: 616.509
- 1881: 689.115
- 1891: 760.875
- 1901: 750.548

Hi havia al districte 4 ciutats i 1.336 pobles. Administrativament el formaven tres tehsils: Gujrat, Kharian i Phalia.
Les municipalitats eren Gujrat, capital del districte i d'un tehsil, Jalalpur, Kunjah i Dinca o Dinga. El tehsil de Gujrat tenia una superfície de 1435 km² amb una població el 1901 de 309.887 habitants (quasi el mateix que deu anys abans) amb capital a Gujrat (19.410 habitants) i les ciutats de Jalalpur (10.640), i Kunjah (6.431) i 518 pobles.

## Jaciments arqueològics
- Khwaspur, ruïnes d'un sarai construït el 1546 per Khwas Khan
- Kharian, font i antics pous del temps d'Akbar
- Gujrat, font del temps d'Akbar i tomba de Shah Dawla datada el 1719 (reconstruïda el 1867)
- Alamgarh
- Naurangabad